# Copa del Rei Juvenil de futbol
La Copa del Rei Juvenil de futbol és un torneig espanyol de futbol per a clubs en categoria juvenil. És organitzada per la Federació Espanyola de Futbol.

## Història
La Copa del Rei Juvenil s'inicià l'any 1951 amb la denominació de Copa del Generalíssim. Aquest nom es mantingué fins al 1976, esdevenint Copa del Rei el 1977.
A les dues primeres dècades del segle XXI, la classificació per al torneig era determinada per les posicions finals dels equips a la Divisió d'Honor Juvenil de Futbol (sistema de lliga a doble volta), per la qual cosa es va jugar al final de la temporada de lliga entre el maig i el juny, amb 16 participants. Després del parèntesi de dos anys provocat per la pandèmia del COVID-19, el format es va alterar: la Divisió d'Honor seguiria sent la base de la classificació, però ara hi participarien 32 equips segons els resultats de la primera meitat de la temporada, i la copa es disputaria durant la segona meitat de la temporada. En les dues primeres edicions amb aquest canvi de classificació, la ronda inicial es disputava per proximitat dins d'una mateixa zona geogràfica. El 2024 això es va canviar a un sorteig de classificació a nivell nacional.

## Historial
Font:
| Temporada | Campió            | Resultat           | Finalista         | Seu                                |
| --------- | ----------------- | ------------------ | ----------------- | ---------------------------------- |
| 1951      | FC Barcelona      | SE Sueca           | 5-1               | Estadi Chamartín, Madrid           |
| 1952      | Atlètic de Madrid | Reial Societat     | 4-2               | Estadi Chamartín, Madrid           |
| 1953      | Reial Madrid      | FC Barcelona       | 0-0 (5-1 córners) | Estadi Chamartín, Madrid           |
| 1954      | AD Plus Ultra     | RCD Espanyol       | 2-1               | Estadi Chamartín, Madrid           |
| 1955      | Reial Societat    | Sevilla FC         | 2-0               | Estadi Santiago Bernabéu, Madrid   |
| 1956      | Atlètic de Madrid | Reial Saragossa    | 4-0               | Estadi Santiago Bernabéu, Madrid   |
| 1957      | Reial Múrcia      | Txorierri Frimotor | 6-1               | Estadi de Sarrià, Barcelona        |
| 1958      | Atlètic de Madrid | Alacant CF         | 2-1               | Estadi Santiago Bernabéu, Madrid   |
| 1959      | FC Barcelona      | Sevilla FC         | 2-2 (edat)        | Estadi Santiago Bernabéu, Madrid   |
| 1960      | CD Firestone      | Reial Múrcia       | 5-2               | Estadi Santiago Bernabéu, Madrid   |
| 1961      | València CF       | Deportes Elizondo  | 7-2               | Estadi Santiago Bernabéu, Madrid   |
| 1962      | Sevilla FC        | Athletic Club      | 2-0               | Stadium Metropolitano, Madrid      |
| 1963      | Athletic Club     | Reial Madrid       | 2-0               | Camp Nou, Barcelona                |
| 1964      | Athletic Club     | Reial Madrid       | 2-1 (prò.)        | Stadium Metropolitano, Madrid      |
| 1965      | Athletic Club     | Celta de Vigo      | 2-1               | Estadi Santiago Bernabéu, Madrid   |
| 1966      | Athletic Club     | CE Júpiter         | 5-0               | Camp de la Vinya, Alacant          |
| 1967      | Athletic Club     | CF Damm            | 2-0               | Estadi Santiago Bernabéu, Madrid   |
| 1968      | Reial Madrid      | Reial Societat     | 3-0               | Estadi Santiago Bernabéu, Madrid   |
| 1969      | Reial Madrid      | Triana Balompié    | 1-0               | Estadi Santiago Bernabéu, Madrid   |
| 1970      | Athletic Club     | UD Las Palmas      | 3-2               | Camp Nou, Barcelona                |
| 1971      | Reial Madrid      | Athletic Club      | 2-1               | Estadi Santiago Bernabéu, Madrid   |
| 1972      | UD Las Palmas     | Reial Madrid       | 2-1               | Estadi Santiago Bernabéu, Madrid   |
| 1973      | FC Barcelona      | Reial Madrid       | 4-2               | Estadi Vicente Calderón, Madrid    |
| 1974      | FC Barcelona      | Reial Madrid       | 1-0               | Estadi Vicente Calderón, Madrid    |
| 1975      | FC Barcelona      | Reial Múrcia       | 4-2               | Estadi Vicente Calderón, Madrid    |
| 1976      | FC Barcelona      | Reial Múrcia       | 1-0               | Estadi Santiago Bernabéu, Madrid   |
| 1977      | FC Barcelona      | Reial Saragossa    | 4-3               | Estadi Vicente Calderón, Madrid    |
| 1978      | Reial Madrid      | FC Barcelona       | 1-0               | La Romareda, Saragossa             |
| 1979      | Sevilla Atlético  | Athletic Club      | 3-1               | Estadi Vicente Calderón, Madrid    |
| 1980      | FC Barcelona      | Reial Saragossa    | 3-1               | Estadi Vicente Calderón, Madrid    |
| 1981      | Reial Madrid      | Athletic Club      | 2-1               | Estadi Vicente Calderón, Madrid    |
| 1982      | Reial Madrid      | Reial Múrcia       | 2-0               | Campo de la Federación, Albacete   |
| 1983      | Reial Betis       | Reial Madrid       | 3-1               | Príncipe Juan Carlos, Ciudad Real  |
| 1984      | Athletic Club     | Reial Madrid       | 2-1               | La Romareda, Saragossa             |
| 1985      | Reial Madrid      | FC Barcelona       | 2-1               | Estadi Santiago Bernabéu, Madrid   |
| 1986      | FC Barcelona      | Reial Madrid       | 6-3               | Las Gaunas, Logronyo               |
| 1987      | FC Barcelona      | Athletic Club      | 2-1               | Las Gaunas, Logronyo               |
| 1988      | Reial Madrid      | FC Barcelona       | 1-1 (4-2 p)       | La Pinilla, Terol                  |
| 1989      | FC Barcelona      | Athletic Club      | 3-2               | Las Gaunas, Logronyo               |
| 1990      | Reial Betis       | FC Barcelona       | 4-2               | Estadi Carlos Belmonte, Albacete   |
| 1991      | Reial Madrid      | FC Barcelona       | 1-1 (4-3 p)       | Nou Estadi Castalia, Castelló      |
| 1992      | Athletic Club     | Reial Betis        | 1-1 (p.)          | Los Pajaritos, Sòria               |
| 1993      | Reial Madrid      | FC Barcelona       | 2-1               | La Pinilla, Terol                  |
| 1994      | FC Barcelona      | Reial Madrid       | 2-1               | La Romareda, Saragossa             |
| 1995      | Albacete Balompié | Sevilla FC         | 2-1               | Salto del Caballo, Toledo          |
| 1996      | FC Barcelona      | Reial Madrid       | 4-2               | La Romareda, Saragossa             |
| 1997      | Sevilla FC        | FC Barcelona       | 2-1               | L'Aldehuela, Fuenlabrada           |
| 1998      | Reial Betis       | Deportivo Alavés   | 0-0 (4-3 p)       | Salto del Caballo, Toledo          |
| 1999      | Reial Betis       | Reial Madrid       | 2-1               | Ciudad Deportiva, Olivença         |
| 2000      | FC Barcelona      | RCD Mallorca       | 2-1               | Municipal, Valdepeñas              |
| 2001      | RCD Espanyol      | Reial Madrid       | 2-0               | Nuevo Antonio Amilivia, Lleó       |
| 2002      | FC Barcelona      | RCD Mallorca       | 2-1               | La Fuensanta, Conca                |
| 2003      | RCD Espanyol      | RCD Mallorca       | 3-1 (prò.)        | El Toralín, Ponferrada             |
| 2004      | RCD Espanyol      | CA Osasuna         | 3-2               | Constantino Navarro, Baza          |
| 2005      | FC Barcelona      | Sporting de Gijón  | 2-0               | Nou Sardenya, Barcelona            |
| 2006      | FC Barcelona      | Reial Saragossa    | 2-0               | Los Pajaritos, Sòria               |
| 2007      | Albacete Balompié | València CF        | 2-1               | Fernando Ruiz Hierro, Vélez-Málaga |
| 2008      | Sevilla FC        | FC Barcelona       | 2-0               | El Montecillo, Aranda de Duero     |
| 2009      | Sevilla FC        | Athletic Club      | 3-2               | Enrique López Cuenca, Nerja        |
| 2010      | Athletic Club     | Reial Madrid       | 2-0               | Francisco Bonet, Almuñécar         |
| 2011      | FC Barcelona      | RCD Espanyol       | 2-0               | Alfonso Murube, Ceuta              |
| 2012      | RCD Espanyol      | Màlaga CF          | 1-0               | San Fernando, Borriana             |
| 2013      | Reial Madrid      | Athletic Club      | 4-0               | Las Viñas, Vera                    |
| 2014      | Sevilla FC        | Reial Madrid       | 1-1 (4-2 p)       | Ciudad del Fútbol, Las Rozas       |
| 2015      | Rayo Vallecano    | Reial Madrid       | 2-1               | Alfonso Murube, Ceuta              |
| 2016      | Atlètic de Madrid | Reial Madrid       | 4-3 (prò.)        | Son Bibiloni, Palma                |
| 2017      | Reial Madrid      | Atlètic de Madrid  | 4-1 (prò.)        | La Planilla, Calahorra             |
| 2018      | Atlètic de Madrid | Reial Madrid       | 3-1               | La Fuensanta, Conca                |
| 2019      | Vila-real CF      | Atlètic de Madrid  | 3-0               | Antonio Peroles, Roquetas de Mar   |
| 2020      | no es disputà     | no es disputà      | no es disputà     | no es disputà                      |
| 2021      | no es disputà     | no es disputà      | no es disputà     | no es disputà                      |
| 2022      | Reial Madrid      | RCD Espanyol       | 2-1 (prò.)        | Anxo Carro, Lugo                   |
| 2023      | Reial Madrid      | UD Almería         | 2-1               | Reino de León, Lleó                |
| 2024      | RCD Mallorca      | RCD Espanyol       | 0-0 (4-2 p)       | Carlos Tartiere, Oviedo            |
| 2025      | FC Barcelona      | Reial Saragossa    | 5-0               | Municipal, Villanueva de la Serena |

1. ↑  El títol es decidí per menor edat dels jugadors.
2. ↑  Inicial fou programat per jugar-se a l'Estadi Cartagonova de Cartagena.
3. ↑  El 6 de maig de 2020, la Reial Federació Espanyola de Futbol va anunciar la cancel·lació de la Copa del Rei Juvenil de la temporada a causa de la pandèmia de la COVID-19.[6]

## Palmarès

### Per club
- 19  FC Barcelona
- 15  Reial Madrid
- 9 0 Athletic Club
- 6 0 Sevilla FC (inclou Sevilla Atlético)
- 5 0 Atlètic de Madrid
- 4 0 Reial Betis
- 4 0 RCD Espanyol
- 2 0 Albacete Balompié
- 1 0 AD Plus Ultra
- 1 0 Reial Societat
- 1 0 Reial Múrcia
- 1 0 CD Firestone
- 1 0 València CF
- 1 0 UD Las Palmas
- 1 0 Rayo Vallecano
- 1 0 Vila-real CF
- 1 0 Reial Club Deportiu Mallorca

### Per territori
- 23  Catalunya
- 22  Madrid
- 11  País Basc
- 10  Andalusia
- 2 0 Castella-La Manxa
- 2 0 País Valencià
- 1 0 Múrcia
- 1 0 Canàries
- 1 0 Illes Balears